# Mã IATA
Hiệp hội Vận tải Hàng không Quốc tế IATA đã xuất bản một số bộ mã của các đối tượng chính cho ngành hàng không. Và gọi là Mã IATA

## Mã sân bay IATA
Xem bài: Mã sân bay IATA
Mã gồm các chữ cái sử dụng để chỉ các sân bay

## Mã chỉ định hãng hàng không IATA
Xem bài: mã chỉ định hãng hàng không IATA
Mã gồm các chữ cái và chữ số sử dụng để chỉ các hãng hàng không

## Mã chỉ kiểu máy bay IATA
Xem: Mã chỉ kiểu máy bay IATA
Mã gồm các chữ cái và chữ số sử dụng để chỉ các máy bay (vd: Airbus A340-200 là 342, Boeing 747-400 là 744)

## Mã khu vực bay
Mã gồm các chữ cái sửa dụng để chỉ các khu vực bay

## Mã tiền tệ
Mã gồm các chữ cái để chỉ tiền tệ các khu vực

## Mã vùng IATA
Các mã đã được sử dụng:
SCH - Các quốc gia trong Hiệp ước Schengen
AFR - Châu phi
CAR - Các quốc gia tại vùng biển Caribbean
CEM - Trung Mỹ
EUR - Châu Âu
JAK - Nhật và Hàn Quốc
MDE - Trung Đông
NOA - Bắc Mỹ
SAS - Nam Á
SEA - Đông Nam Á
SOA - Nam Mỹ
SWP - Vùng tây nam thái bình dương
TC1 - Liên minh giao thông châu mỹ IATA (bao gồm NOA, CEM, SOA và CAR)
TC2 - Liên minh giao thông Âu-Phi (bao gồm AFR, EUR, MDE)
TC3 - Liên minh giao thông châu Á IATA (bao gồm JAK, SAS, SEA, SWP)

## Mã hạng bay IATA
xem: Mã hạng bay IATA